# Bibliothèque de Tianjin Binhai

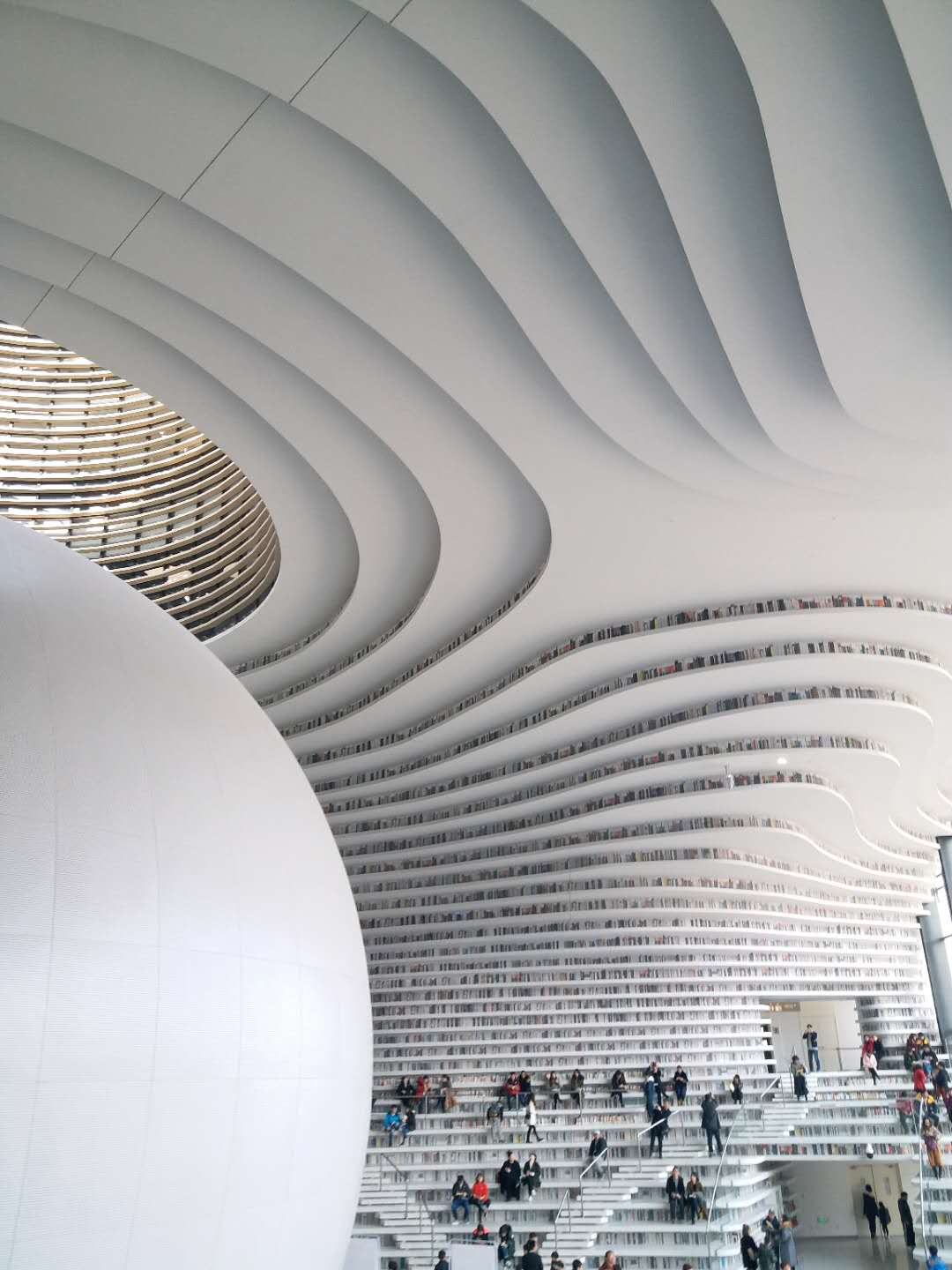
Hall de la bibliothèque de Tianjin.

La bibliothèque de Tianjin est une bibliothèque, construite en 2017, située dans la ville de Tianjin en Chine.
Conçue par les cabinets d'architecture MVRDV et TUPDI, elle est aussitôt connue pour son architecture extravagante,.

## Présentation
Située dans le quartier culturel de Binhai de Tianjin et imaginée par le cabinet néerlandais MVRDV en collaboration avec un cabinet local, Tianjin Urban Planning and Design Institute (TUPDI), « cette bibliothèque opte pour la mise en valeur complète des livres en leur offrant un maximum de place. Elle s'articule autour de "The Eye", un auditorium placé sous une impressionnante sphère en verre. »
Sa conception induit toutefois des problèmes logistiques (notamment des modules devant accueillir des livres, mais qui restent vides, remplacés par des trompe-l’œil),.
Elle devrait à terme compter près d'1,2 million d'ouvrages,.